# Asodog
Asodog (japanisch あそどっぐ asodoggu, wirklicher Name: Aso Taiichi 阿曽 太一; * 29. Dezember 1978 in Miyaki in der Präfektur Saga) ist ein japanischer Komiker. Aufgrund einer Muskelatrophie der Wirbelsäule kann er sich, mit Ausnahme des Gesichtes und des linken Daumens, nicht bewegen. Bei einer Körperlänge von 150 cm wiegt er 24 kg und führt als „erste bettlägerige Person in der Comedy-Welt“ Unterhaltungsaktivitäten durch. Er lebt in der Stadt Kōshi in der Präfektur Kumamoto.

## Leben und Karriere
Am 29. Dezember 1978 wurde er in der Stadt Miyaki in der Präfektur Saga geboren. Bald nach der Geburt entwickelte er eine spinale Muskelatrophie. Im ersten Jahr der Krankenpflegeschule  wollte er als Schüler mit Muskeldystrophie ein lachender Entertainer sein. Danach begann er 2011, lustige Videos auf Nico Nico Douga Live Broadcasting zu veröffentlichen. Im Jahr 2012 trat er erstmals im Fernsehen bei NHK Educational TV in der Sendung Barrier-free Variety Show auf. Es handelt sich hierbei um ein Varieté- und Informationsprogramm zum Thema Menschen mit Behinderungen, das im Bildungsfernsehen (NHK E-Tele) ausgestrahlt wird. Er gewann den zweiten Platz beim 3. „SHOW-1 Grand Prix“-Turnier, bei dem der interessanteste Künstler mit Behinderungen in Japan ermittelt wird. Der japanische Komiker Cunning Takeyama, der in der Sendung erschien, sagte, dass mit Asodog „eine genial lachende Person herauskam“. Danach setzte er die Teilnahme am Grand Prix fort. Er wurde 7. im 4. Turnier und 2. im 5. Turnier. Er kommentierte dieses damit, dass „die bettlägerige Person den Charakter verloren hat“. Im April 2017 wurde der Dokumentarfilm Sleeping Ramones veröffentlicht. Im August desselben Jahres unternahm er ambitionierte Aktivitäten wie die Ankündigung seines ersten Fotobuchs Asodog´s Sleeping Collection Book. Im R-1 Grand Prix 2017 ging er in die zweite Runde. Er hat auch an lokalen Veranstaltungen in Kyushu, einschließlich der Live-Veranstaltung Comedy Banchō in der Stadt Fukuoka teilgenommen.

### Videokünstler
Asodog erfreut sich zunehmender Beliebtheit als YouTuber. Einige Videos haben über 1 Million Aufrufe.

## Auszeichnungen
- 2. Platz beim "SHOW-1 Grand Prix" (SHOW-1グランプリ) (2012)

## Film
- „Sleeping Ramones“ (寝たきり疾走ラモーンズ) (2017)

## Publikationen
- Asodog's Sleeping Collection Book (あそどっぐの寝た集 単行本), 2017, Verlag Hakujunsha, ISBN 978-4834402155